# Даглас (Џорџија)
Даглас (енгл. Douglas) град је у америчкој савезној држави Џорџија. По попису становништва из 2010. у њему је живело 11.589 становника.

## Демографија
Према попису становништва из 2010. у граду је живело 11.589 становника, што је 950 (8,9%) становника више него 2000. године.
| Група             | 2000.         | 2010.         |
| Белци             | 4.868 (45,8%) | 4.587 (39,6%) |
| Афроамериканци    | 4.823 (45,3%) | 6.025 (52,0%) |
| Азијати           | 116 (1,1%)    | 105 (0,9%)    |
| Хиспаноамериканци | 736 (6,9%)    | 728 (6,3%)    |
| Укупно            | 10.639        | 11.589        |